# Histórias Incompletas
Histórias Incompletas é um livro de contos de Graciliano Ramos, publicado em 1946.
É composto pelos contos:
- Um ladrão
- Luciana
- Minsk
- Cadeia
- Festa
- Baleia
- Um incêndio
- Chico Brabo
- Um intervalo
- Venta-romba